# Hartmannstraße 27 (Bad Kissingen)

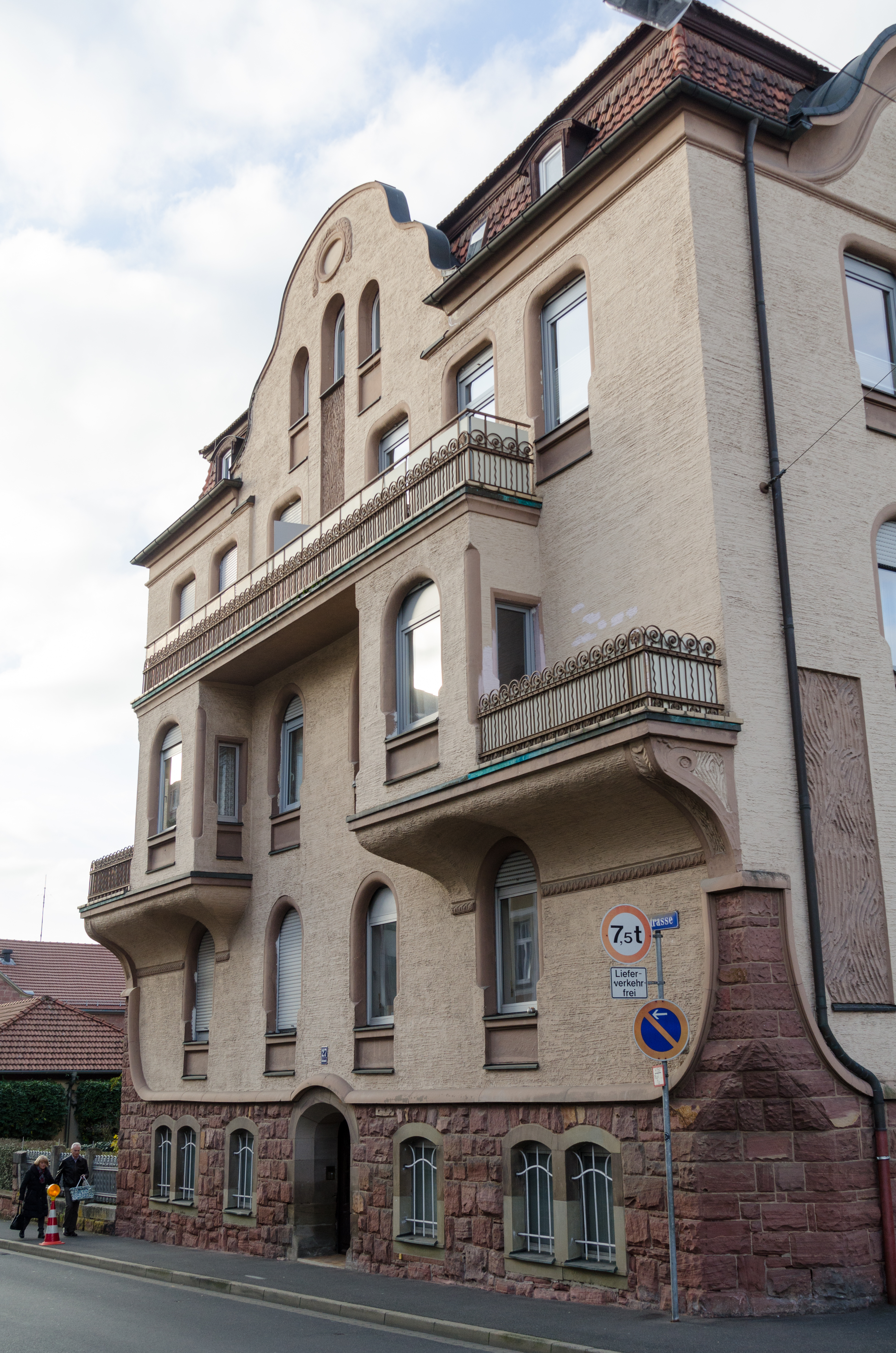
Hartmannstraße 27 in Bad Kissingen

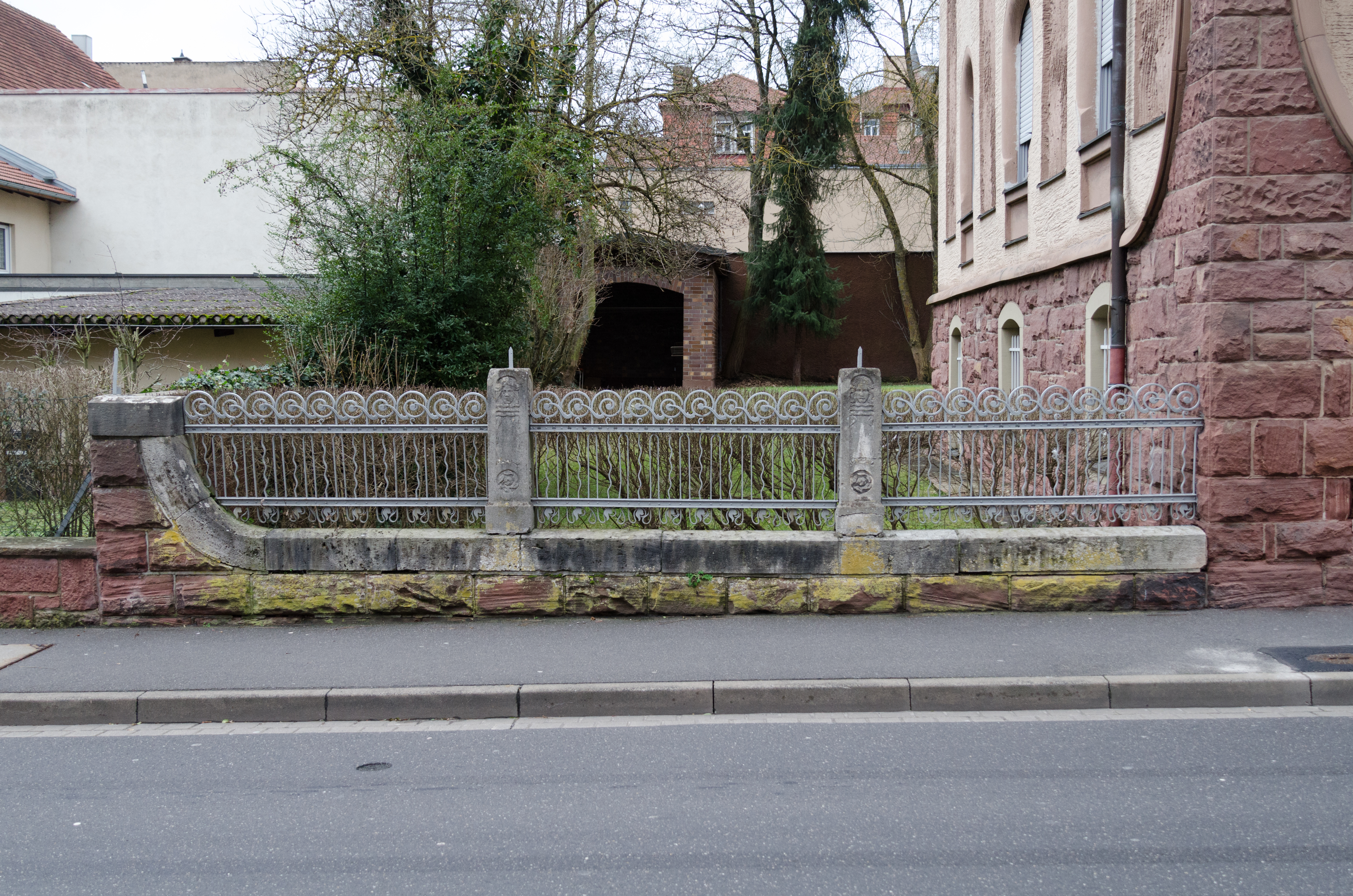
Hartmannstraße 27, Einfriedung

Das Anwesen Hartmannstraße 27 in der Hartmannstraße (Bad Kissingen) in Bad Kissingen, der Großen Kreisstadt des unterfränkischen Landkreises Bad Kissingen, gehört zu den Bad Kissinger Baudenkmälern und ist unter der Nummer D-6-72-114-298 in der Bayerischen Denkmalliste registriert.

## Geschichte
Das Mietshaus wurde im Jahr 1903 vom Architekten August Gleißner im Jugendstil errichtet. Bei dem Anwesen handelt es sich um einen dreigeschossigen Massivbau mit Mansardwalmdach, bossiertem Sockelgeschoss, und geschwungenen Giebeln. Es ist im Detail bereits stark geglättet. Die kräftige Massenkomposition des Anwesens äußert sich beispielsweise im Hochziehen der Sockelquaderung an den Gebäudeecken oder in dem von den Balkonen und Erkern der Vorderseite gebildeten zusammenhängenden plastischen Muster.
Zu dem Anwesen gehört eine gleichzeitig entstandene Vorgarteneinfriedung in Form von ornamentierten Pfeilern und ein Gusseisenzaun.